# جايسون كرو
جايسون كرو (بالإنجليزية: Jason Crowe)‏؛ (30 سبتمبر 1978 في المملكة المتحدة - ) هو لاعب كرة قدم بريطاني في مركز الدفاع. شارك مع منتخب إنجلترا تحت 20 سنة لكرة القدم. أما مع النوادي، فقد لعب مع غريمسبي تاون وكريستال بالاس وليدز يونايتد ونادي أرسنال ونادي برينتفورد ونادي بورتسموث ونادي ليتون أورينت ونادي كوربي تاون ونادي نورثامبتون تاون.

## وصلات خارجية
- جايسون كرو على موقع قاعدة بيانات كرة القدم.إي يو (الإنجليزية)
- جايسون كرو على موقع Soccerbase.com (لاعب) (الإنجليزية)
- جايسون كرو على موقع Soccerway.com (الإنجليزية)
- جايسون كرو على موقع عالم كرة القدم.نت (الإنجليزية)